# Quirin Kokrda
Quirin Kokrda (* 4. Juli 1873 in Katovice; † 14. Oktober 1937 in Wien) war ein österreichischer Politiker (SDAP). Kokrda war Mitglied des Wiener Gemeinderats, ab 1919 Mitglied des Stadtsenats und zwischen 1920 und 1932 Amtsführender Stadtrat für Ernährungs- und Wirtschaftsangelegenheiten.

## Ausbildung und Beruf
Kokrda wuchs in ärmlichen Verhältnissen als Sohn eines Wagnermeisters in Böhmen auf. Er besuchte dort die Volks- und Bürgerschule und kam im Alter von 14 Jahren nach Wien, wo er den Beruf des Eisendrehers erlernte. Nach seiner Freisprechung 1891 arbeitete Kokrda bis 1904 in Wien und Budapest in seinem erlernten Beruf. Kokrda war in Wien bei der Firma Siemens-Schuckert beschäftigt und arbeitete unter anderem an der Errichtung des Elektrizitätswerks Simmering, der Elektrifizierung der Straßenbahnen und bei Arbeiten an Gaswerken der Gemeinde Wien mit. 1904 wechselte er von Siemens als Sekretärstellvertreter zum Verband der Arbeiter-, Erwerbs- und Wirtschaftsgenossenschaften, dem späteren Zentralverband österreichischer Konsumvereine, an dessen Aufbau Kokrda mitarbeitete. 1908 wurde Kokrda zum Geschäftsführer in die Großeinkaufsgesellschaft für österreichische Consumvereine (GÖC) berufen, eine Funktion, die er bis 1920 ausübte. Einen Namen machte sich Kokrda in der Folge mit Initiativen zur Verbesserung der Lebensmittelversorgung für die Arbeiter in der Kriegsindustrie während des Ersten Weltkriegs.

## Politik
Kokrda engagierte sich bereits früh in der Gewerkschaft und trat 1895 dem österreichischen Metallarbeiterverband bei. 1918 wurde Kokrda in seinem Heimatbezirk Währing in den Wiener Gemeinderat gewählt und 1919 in den Stadtsenat berufen. Nach der Neuorganisation des Stadtsenates übernahm Kokrda im Juni 1920 die Funktion des Amtsführenden Stadtrat für Ernährungs- und Wirtschaftswesen. Kokrda gehörte den Stadtsenaten Reumann, Seitz I, Seitz II und schied 1932 aus dem Amt. In diesem Jahr legte Kokrda auch sein Mandat im Landtag und Gemeinderat zurück. Zu seinen zentralen Tätigkeiten als Stadtrat gehörte die Zentralisierung des Einkaufs, wodurch er Mittel für die kostenlose Anschaffung von Lehrmitteln für Schulkinder lukrieren konnte. Zudem beschaffte Kokrda die Baugründe für den stark forcierten kommunalen Wohnbau in der Zwischenkriegszeit. 

## Privates
Kokrda heiratete am 1. Mai 1897 Wilhemine Winkler. Aus der Ehe gingen zwei Töchter und zwei Söhne hervor. Der Heimatbezirk des Politikers war Währing. 
Nach seinem Tod wurde Kokrda in einer Urne am Friedhof der Feuerhalle Simmering bestattet. Sein Grab zählt zu den ehrenhalber gewidmeten bzw. ehrenhalber in Obhut genommenen Grabstellen der Stadt Wien.